# Rag Doll
Singles de Aerosmith
Angel
(1988) Love in an Elevator
(1989)
Rag Doll est une chanson du groupe de hard rock américain Aerosmith. Elle vient de l'album de 1987 Permanent Vacation. Elle est sortie comme single final de l'album en 1988. Elle a été écrite par Steven Tyler, Joe Perry, Jim Vallance, et Holly Knight.